# Peter Morgan (rugby à XV)
Pour les articles homonymes, voir Peter Morgan et Morgan.
Pas d'image ? Cliquez ici

a Compétitions nationales et continentales officielles uniquement.

b Matchs officiels uniquement.
Peter John Morgan, né le 1er janvier 1959 à Haverfordwest (pays de Galles) et mort le 28 juillet 2024 à Little Haven (pays de Galles), est un joueur international gallois de rugby à XV, évoluant au poste de centre.

## Biographie
Peter Morgan naît le 1er janvier 1959 à Haverfordwest au pays de Galles.
Peter Morgan dispute son premier test match le 1er mars 1980, contre l'équipe d'Écosse, il connaît sa dernière cape le 21 février 1981, contre l'équipe d'Irlande. Il est retenu avec les Lions britanniques en 1980 (en Afrique du Sud) même s'il ne dispute pas de test match.
Le 28 juillet 2024, il meurt à l'âge de 65 ans à Little Haven au pays de Galles,.

## Statistiques en équipe nationale
- 4 sélections pour le pays de Galles entre 1980 et 1981.
- Sélections par année : 3 en 1980, 1 en 1981
- Tournois des Cinq Nations disputés : 1980, 1981